# Região Geográfica Imediata de Ituiutaba

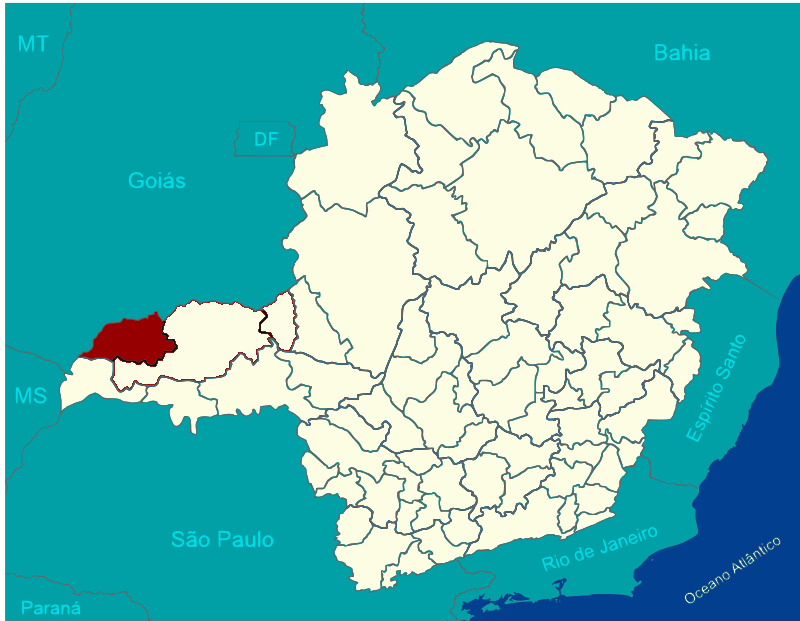
Região Geográfica Imediata de Ituiutaba.

A Região Geográfica Imediata de Ituiutaba é uma das 70 regiões geográficas imediatas do Estado de Minas Gerais, uma das três regiões geográficas imediatas que compõem a Região Geográfica Intermediária de Uberlândia e uma das 509 regiões geográficas imediatas do Brasil, criadas pelo IBGE em 2017.

## Municípios
É composta por 6 municípios.
- Cachoeira Dourada
- Capinópolis
- Gurinhatã
- Ipiaçu
- Ituiutaba
- Santa Vitória

## Estatísticas
Tem uma população estimada pelo IBGE para 1.º de julho de 2017 de 153 138 habitantes e área total de 8 755,882 km².